# 더 드롭
《더 드롭》(영어: The Drop)은 2014년 개봉한 미국의 범죄 영화이다.

## 줄거리
브루클린에서 밥 사기노프스키는 그의 사촌 마빈 스티플러가 운영하는 동네 바를 관리하는데, 이 바는 체첸 마피아가 불법 자금을 위한 "드롭" 장소로 사용한다. 마브는 해결되지 않은 리치 "글로리 데이즈" 휠런의 실종 10주년을 기념하는 밥을 비웃는다. 밥은 나디아라는 여성의 집 밖 쓰레기통에서 버려진 핏불 테리어 강아지를 발견하고, 그들은 함께 상처 입은 개를 구조한다.
바가 두 명의 복면 강도에게 털렸을 때, 밥이 NYPD 형사 토레스에게 한 강도가 고장 난 시계를 차고 있었다고 말하자 마브는 짜증을 낸다. 교회에서 밥을 알아본 토레스는 그가 성찬을 받는 것을 꺼리는 이유를 묻는다. 로코라는 이름을 붙인 밥은 나디아와 유대감을 형성하고, 나디아는 밥이 일하러 갈 때 로코를 돌봐주겠다고 제안한다. 그녀는 나중에 목에 있는 흉터가 약물 중독으로 고생할 때 스스로 낸 것이라고 밝힌다.
체첸 폭력배 초프카는 마브와 밥에게 훔쳐간 돈을 회수하라고 위협한다. 도둑 중 한 명인 피츠를 만난 마브는 강도를 계획한 것으로 드러나고, 그의 여동생 도티와의 대화에서 그는 아버지의 생명 유지 장치 비용을 지불하기 위해 절박하다는 것이 밝혀진다. 밥에게 한 남자가 접근하는데, 그 남자는 나중에 로코의 주인임을 증명하는 증거를 가지고 그의 집에 나타나지만, 밥은 학대당한 개를 돌려주기를 거부한다.
마브는 편집증에 시달리고, 그와 밥은 바 밖에서 훔친 돈과 부러진 시계가 달린 잘린 팔이 들어있는 가방을 발견하는데, 이것은 체첸인들이 배달한 것으로 보인다. 로코의 주인은 바를 방문하여 나디아를 아는 친밀한 정보를 암시한다. 마브는 밥에게 그 남자가 오랫동안 리치 휠런을 죽였다고 주장해온 에릭 디즈라고 알려준다. 뉴욕항에 팔을 버린 직후 밥은 다시 토레스에게 질문을 받는다. 밥은 나디아와 대면하고, 나디아는 나중에 디즈가 그녀의 불안정한 전 남자친구라고 인정하지만, 밥은 그녀에게 그녀의 과거는 신경 쓰지 않는다고 안심시킨다.
밥과 마브는 체첸인들에게 돈을 돌려주고, 그들은 슈퍼볼 밤에 바가 드롭 장소가 될 것이라고 말한다. 피츠가 드롭 밤에 바를 다시 털기를 거부하자, 마브는 그를 죽이고 대신 디즈를 고용한다. 얼마 지나지 않아 밥은 로코를 돌려주는 대가로 1만 달러를 요구했던 디즈와 대면한다. 돈을 지불하지 않으면 강아지를 되찾고 밥을 죽이겠다고 위협했다. 밥은 또한 마브의 안부를 확인한다. 마브의 계획을 감지한 밥은 그에게 다시 절박한 짓을 하지 말라고 경고한다.
슈퍼볼 당일, 마브는 아프다고 주장하며 일을 쉬었다. 밥은 지하실에 숨겨둔 현금을 회수하고 디즈를 기다리는데, 디즈는 대신 나디아의 집에 침입하여 그녀를 바에 강제로 데려간다. 그곳에서 밥은 돈과 권총을 숨기고, 밤새도록 수많은 불법 현금 예금을 받는다. 마브는 트렁크에 플라스틱을 깔고 바 근처에서 기다리는데, 바는 결국 디즈와 겁에 질린 나디아 외에는 아무도 없었고, 나디아는 디즈가 총을 가지고 있다고 경고한다. 밥은 로코를 위해 1만 달러를 제안하지만 디즈는 거부한다. 대신 디즈는 밥이 시한 금고를 열지 않으면 나디아를 해치겠다고 위협한다.
밥은 몇 년 전 마브가 체첸인들로부터 돈을 빼돌리는 사채업자였다고 설명한다. 큰 빚을 진 고객이 카지노 잭팟을 터뜨려 마브에게 빚진 모든 돈을 갚았다. 마브는 그 기회를 이용하여 고객의 돈으로 체첸인들로부터 훔친 것을 갚으려 했고, 이로 인해 밥이 그 남자를 죽이고 시체를 처리하게 되었다. 밥은 이야기 속의 남자가 리치 "글로리 데이즈" 휠런이라고 밝히며, 에릭이 그를 죽였다는 소문을 반박한다.
디즈는 자신의 악명 높은 평판을 보호하기 위해 밥의 이야기를 부인하고, 밥은 그를 조롱한 후 총으로 쏴 죽이고 죽은 시체에게 디즈의 성격을 폄하한다. 겁에 질린 나디아는 밥에게 떠나도 되는지 묻고, 밥은 허락하며 아무도 다시는 그녀를 해치지 않을 것이라고 안심시킨다. 체첸인들은 디즈의 시체를 처리하고 마브를 죽이러 도착하여, 밥에게 그가 혼자가 아니라고 안심시키고 그를 바의 새 매니저로 만든다.
나중에 토레스는 마브의 죽음에 대해 밥에게 애도를 표하지만, 그것이 차량 강도 실패라고는 확신하지 못한다. 토레스는 밥에게 디즈에 대해 묻는데, 디즈는 실종되었고 마지막으로 바에서 목격되었으며, 휠런이 그랬던 것처럼; 토레스는 디즈가 휠런의 죽음에 대해 책임을 졌지만, 휠런이 실종된 밤에 정신 병원에 있었다고 밝힌다. 토레스는 밥이 두 실종의 책임이 있다고 암시한다 – "아무도 당신이 오는 것을 보지 못하죠, 밥?" 밥은 나디아를 방문하여 자신이 멀리 떨어져 있어야 하는지 묻지만, 그녀는 로코와 함께 산책하자고 제안한다.

## 출연진
- 톰 하디
- 노미 라파스
- 제임스 갠돌피니
- 마티아스 스후나르츠
- 존 오티즈
- 엘리자베스 로드리게스
- 대니 매카시
- 마이클 애러노프
- 모건 스펙터
- 마이클 에스퍼
- 제임스 프레슈빌
- 터바이어스 시걸
- 앤 다우드
- 크리스 설리번
- 제러미 밥
- 제임스 콜비
- 에린 다크

## 기타 제작진
- 배역: 엘런 루이스
- 세트: 밀라 카레비치
- 의상: 데이비드 C. 로빈슨